# Rose DeWitt Bukater
Rose DeWitt Bukater (Filadélfia, 11 de abril de 1895 – para alguns, Rose teria morrido no Oceano Atlântico, em 1 de outubro de 1996) é uma personagem fictícia e protagonista do filme Titanic de 1997, foi criada por James Cameron, o roteirista, produtor e diretor do filme ganhador de 11 Óscares em 1998. Ela foi uma das passageiras sobreviventes do naufrágio do RMS Titanic em 15 de abril de 1912. Rose adotou o sobrenome Dawson após chegar em Nova Iorque em 18 de abril, no RMS Carpathia, três dias após o desastre, devido ao seu amante Jack Dawson, e numa maneira de esconder sua identidade.

## Biografia

### Infância e juventude
Rose nasceu no dia 11 de abril de 1895 na Filadélfia, filha de um proeminente membro da alta sociedade da Pensilvânia. A sua mãe, Ruth DeWitt Bukater (Frances Fisher), educou-a desde jovem para se tornar uma mulher bonita, madura, com postura e ser tudo o que uma jovem da alta sociedade fosse.
Após a morte do seu pai, no início do século XX, Rose e a sua mãe ficaram afundadas em dívidas comprometendo sua sobrevivência, e a única solução foi um casamento arranjado com o herdeiro de uma indústria de aço de nome Pittsburgh Steel, chamado Caledon Nathan Hockley (Billy Zane), conhecido também como Cal. A jovem foi forçada a casar com Hockley, um homem que ela mal conhece e que não ama.

### A bordo doTitanic

#### Início da viagem

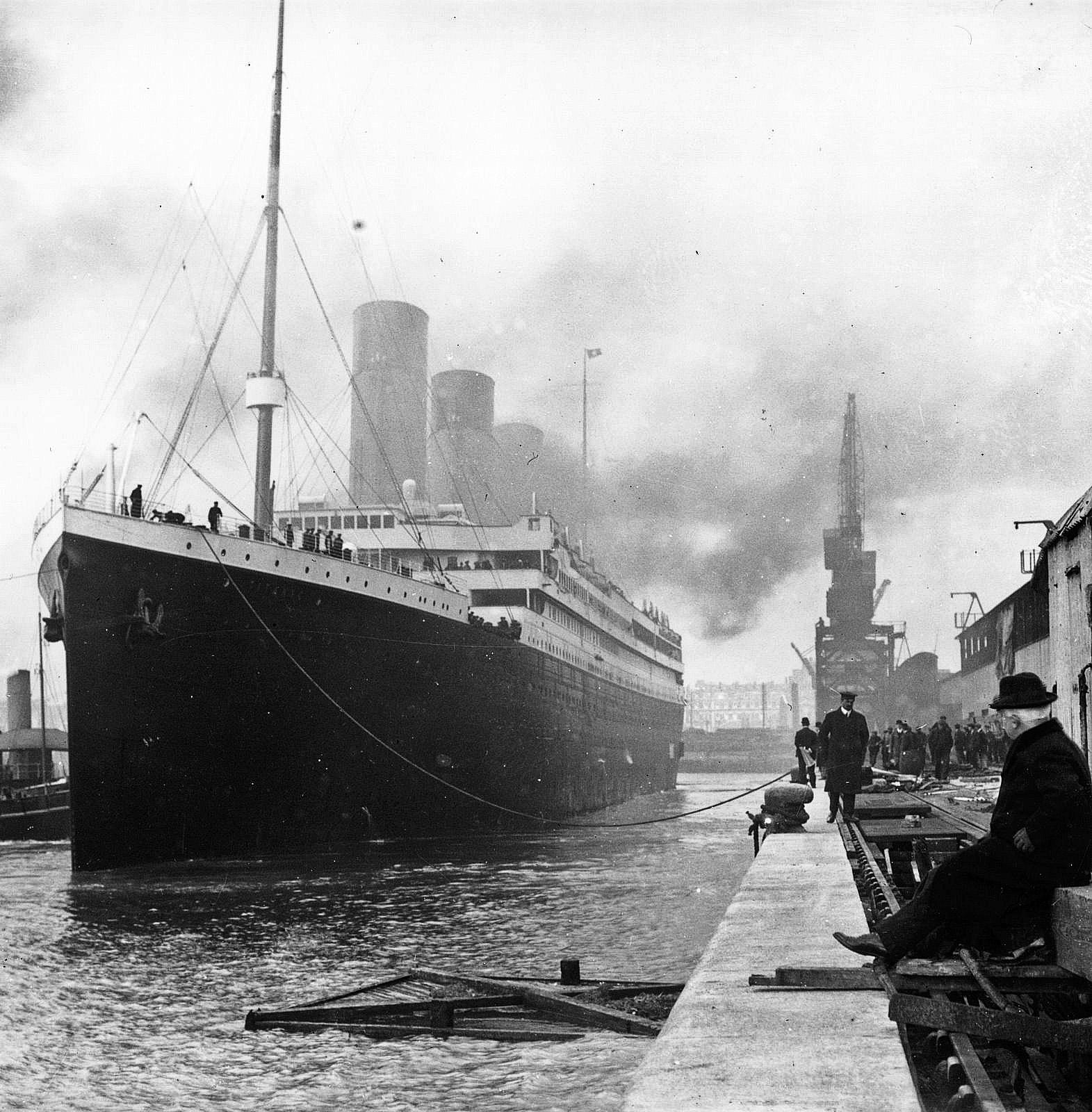
O Titanic (na vida real) no porto de Southampton em 10 de abril de 1912.

Aos 17 anos, Rose embarcou no RMS Titanic no dia 10 de abril de 1912 em Southampton, Inglaterra, junto com sua mãe, seu noivo Cal, sua empregada Trudy, e o mordomo de Hockley, Spicer Lovejoy (David Warner). Uma vez a bordo do navio, Caledon lhe mostra seu presente de casamento, um dos diamantes maiores e mais valiosos do mundo, a pedra azul lendária que foi usada por Luís XVI: "The Heart of the Ocean" (O Coração do Oceano). Rose ficou encantada com a bela joia, e indecisa quando seu noivo pediu-lhe para que ela se abrisse para ele, para prová-lo que o ama.
Encontrando-se presa em uma situação e um futuro que não queria, Rose pensa em suicídio ao tentar pular no mar a partir do Titanic, em uma noite fria. Ao tentar se matar, ela acaba conhecendo Jack Dawson (Leonardo DiCaprio), um jovem artista da terceira classe que a convence a não pular; no entanto, Rose escorrega e quase cai nas águas geladas do Atlântico Norte, mas é salva com a ajuda de Jack, o que permite puxar-lhe novamente de volta para dentro do navio. Quando a salva, as autoridades do barco, alertados pelos gritos da jovem, chegam a cena confusa, e acreditam que Jack tentou abusar sexualmente dela.
Com a intervenção de Rose, justificando uma mentira, permite salvar Jack de ser preso, e como forma de agradecimento, Cal convidou o jovem artista para um jantar, apesar de chamá-lo de "imundo".

#### Relacionamento com Jack
Após conhecer o trabalho artístico de Jack e aprender como se cospe "corretamente" com o jovem da terceira classe, Rose se encontrou com Jack na noite do jantar e apresentou-lhe grandes pessoas importantes a bordo do navio como o bilionário tenente-coronel John Jacob Astor IV (Eric Braeden), o magnata da mineração, Benjamin Guggenheim (Michael Ensign), a Condessa de Rothes, Nöel Leslie (Rochelle Rose) e Sir Cosmo Duff Gordon (Martin Jervis) com a estilista Lucy Duff-Gordon (Rosalind Ayres).
Ela se encanta com as piadas do rapaz durante o jantar, assim como a nova rica Margaret "Molly" Brown (Kathy Bates), o arquiteto do navio Thomas Andrews (Victor Garber), o presidente da White Star Line, Joseph Bruce Ismay (Jonathan Hyde), e o coronel Archibald Gracie IV (Bernard Fox).
Rose gradualmente se apaixona por Jack. Ao se encontrar com ele após o grande banquete, no famoso relógio "Honra e Glória Coroando o Céu", o rapaz a leva para uma festa no porão da terceira classe, onde eles dançam músicas divertidas e Rose se torna mais próxima das pessoas de poucas condições, com tudo isso sendo espionado por Lovejoy, o mordomo de Hockley.
Na manhã seguinte, Hockley, que suspeita de uma ligação entre sua noiva e seu salvador, ameaça a jovem lembrando-a que ela é sua noiva e lhe deve obediência. Rose também ignora sua mãe quando ela pede para que não veja mais Jack, pois prejudicaria o noivado e os benefícios que o casamento traria para as duas.
Após perceber que sua mãe e seu noivo queriam lhe tornar prisioneira de seus sonhos, ela reflete e percebe que, embora Jack fosse pobre, ele era a pessoa mais humana, sensível e digna de seu amor; assim, ela decide procurá-lo na proa. Na ponta da proa do navio, os dois então compartilham seu primeiro beijo em meio ao pôr do sol do dia 14 de abril. Em seguida, Rose o leva a sua suíte e pede-lhe para que ele a desenhe nua usando apenas "O Coração do Oceano", que Caledon lhe deu como presente de noivado. Quando o desenho é feito, Rose pede que Jack guarde o diamante no cofre. Logo em seguida, eles são perseguidos por Lovejoy.
Os jovem descem os compartimentos do navio e chegam no porão, onde refugiam-se no carro Renault, de William Carter. Eles são movidos por sua paixão e acabam por terem sua primeira noite de amor no banco traseiro do carro.

#### Naufrágio
Ao subirem para o convés, Rose disse a Jack que quando eles chegassem em Nova Iorque, iria fugir com ele. Enquanto estavam na proa novamente, eles são testemunhas da colisão do navio com um iceberg, que severamente danificou o casco do transatlântico. Enquanto isso, Caledon descobre o desenho que Jack fez de Rose, tenta rasgá-lo juntamente com um bilhete de Rose, mas decide se vingar do mocinho, acusando-o de roubar o Coração do Oceano, fazendo com que Lovejoy coloque o diamante no bolso de Jack quando ele e Rose foram contar sobre a colisão. O mestre de armas então prende o rapaz e o leva para as salas inferiores do navio, enquanto Rose tenta convencer Cal de que seu amante esteve com ela o tempo todo. Cal ignora e lhe dá um tapa.
Quando os botes salva-vidas começam a ser colocados no mar, Ruth e Caledon levam Rose até o convés para embarcar em um dos botes. Depois do comentário de Ruth, que diz que espera que os botes não fiquem "cheios demais", Rose repreende sua mãe mandando-a calar a boca, falando que a água está quase congelada e não há botes para todos, apenas para metade, e que a outra metade morreria. Cal diz que a "metade superior" se salvaria. Rose o chama de "nojento" e Cal ainda finge lamentar que Rose não tenha pegado o desenho, pois valeria bem mais pela manhã. Porém, Rose percebe que o homem de sua vida está em perigo, e corre para procurá-lo, abandonando sua mãe que embarcou num dos botes, a quem nunca mais viu, e Caledon, depois de cuspir nele após segurá-la e tentar obrigá-la a entrar no bote junto com Ruth. Depois de encontrar Jack e fazer tentativas para pedir ajuda, ela encontra um machado e liberta seu amado. Jack e Rose passam a lutar para encontrar uma saída, e ao ficarem bloqueados na terceira classe com mais passageiros, Jack, com seus dois amigos, quebram um portão auxiliados por um banco.
Ao chegarem no convés, Caledon e Jack tentam convencer Rose a entrar em um barco; mas percebendo que ela não pode deixar Jack, ela salta para dentro do navio e o encontra na escadaria da primeira classe. Irritado, Caledon pega a pistola de Lovejoy e persegue os dois até a sala de jantar da primeira classe. Uma vez que fica sem munição, ele percebe que acidentalmente colocou seu diamante no casaco que deu a Rose.

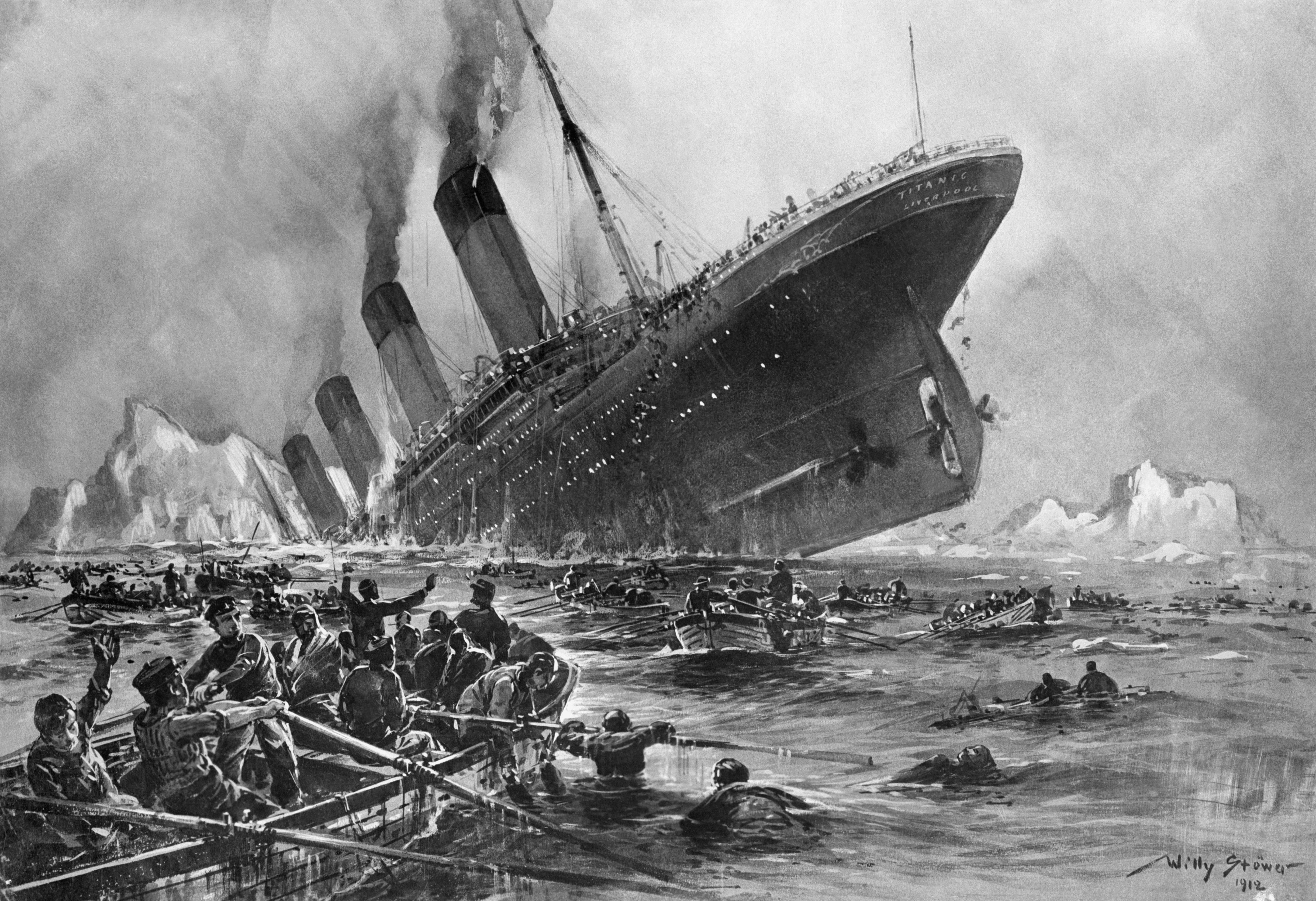
O naufrágio do Titanic por Willy Stöwer.

Quando Jack e Rose sobem novamente para o convés, após um grande esforço de sobrevivência nas salas inferiores inundadas, descobrem que não há mais barcos e então decidem ficar no barco por tanto tempo quanto possível, indo em direção à popa do barco. Após o navio se rachar ao meio, afundar por completo na madrugada de 15 de abril e jogar todos nas águas geladas do Atlântico Norte, Jack e Rose são separados, mas rapidamente se reencontram.

#### Resgate
Enquanto mais de mil pessoas morrem por afogamento ou por hipotermia, Jack ajuda Rose a subir em uma porta de madeira arrancada do navio. Ele, ao não conseguir encontrar mais nada para subir, permanece ao lado de sua amada e faz com que ela prometa nunca desistir, não importando o que aconteça, e sempre lute para sobreviver. Mais tarde, quando o quinto oficial Harold Lowe (Ioan Gruffudd) retorna com o bote n° 14 para salvar pessoas na água, Rose tenta acordar Jack, mas percebe que ele tinha morrido de hipotermia por conta da água gelada. Ela perde toda a esperança e prefere ficar para morrer com Jack, mas lembra da promessa do rapaz e começa a chamar Lowe enquanto o barco se afasta; Lowe, no entanto não consegue ouvir seus gritos.
Mantendo sua promessa, ela larga a mão de Jack, dando-lhe seu último beijo, e deixa o corpo do rapaz desaparecer no oceano. Ao saltar para a água, Rose nada até o corpo do oficial chefe Henry Wilde (Mark Lindsay Chapman), e sopra seu apito até Lowe ouvir-lhe e voltar para salvá-la. Apenas seis pessoas foram salvas das águas geladas do Atlântico Norte, sendo levadas para o navio RMS Carpathia ao amanhecer.
A bordo do Carpathia, Rose vê Caledon entre os sobreviventes da terceira classe. Ele conseguiu se salvar após entrar em um bote com uma criança durante o naufrágio, e esperançoso, começa a procurar por sua noiva no Carpathia. Se escondendo em seu cobertor, Rose impede-o de vê-la, sendo essa a última vez que Rose viu Caledon. Quando o Carpathia estava chegando em Nova Iorque, Rose se registra como Rose Dawson, e, presumivelmente, começa a sua própria vida.

### Uma nova vida
Rose toma as rédeas de sua própria vida, sentindo-se livre e fazendo tudo que prometeu a Jack, como andar montada em um cavalo, encarar seus medos na porta da montanha-russa de Santa Mônica, voar de avião e muitas outras coisas.
Durante os anos 1920, Rose tornou-se uma atriz de teatro e uma dançarina, vivendo na cidade de Los Angeles. Ela se casou com o Sr. Calvert e eles tiveram dois filhos. Mais tarde, Rose descobriu pelos jornais que Caledon Hockley cometeu suicídio após perder sua fortuna na Grande Depressão, em 1929.

### Entrevista para Brook Lovett
84 anos mais tarde, com 101 anos de idade, Rose, enquanto fazia um jarro de barro, viu pela televisão o desenho que Jack fez dela, que foi encontrado por um caçador de tesouros chamado Brock Lovett (Bill Paxton), que estava à procura do "The Heart of the Ocean" (O Coração do Oceano). Rose resolveu telefonar para Brock e revelou ser a mulher do desenho. Dias depois, ela viajou com sua neta Lizzy Calvert (Suzy Amis) até o local do naufrágio do Titanic e embarcou no Keldysh, onde Lovett está trabalhando em sua busca. Rose então contou a sua história a bordo do Titanic, emocionando Brock, que renuncia manter a procura do diamante. Depois de completar a história, a idosa Rose anda sozinha no convés do Keldysh até a popa durante a noite. Depois de subir no parapeito, ela revelou estar com o The Heart of the Ocean, e que guardou a joia por todos esses anos. Rose joga o colar para que caia no fundo do oceano, onde ele deveria ter afundado com o navio no evento mais importante de sua vida.

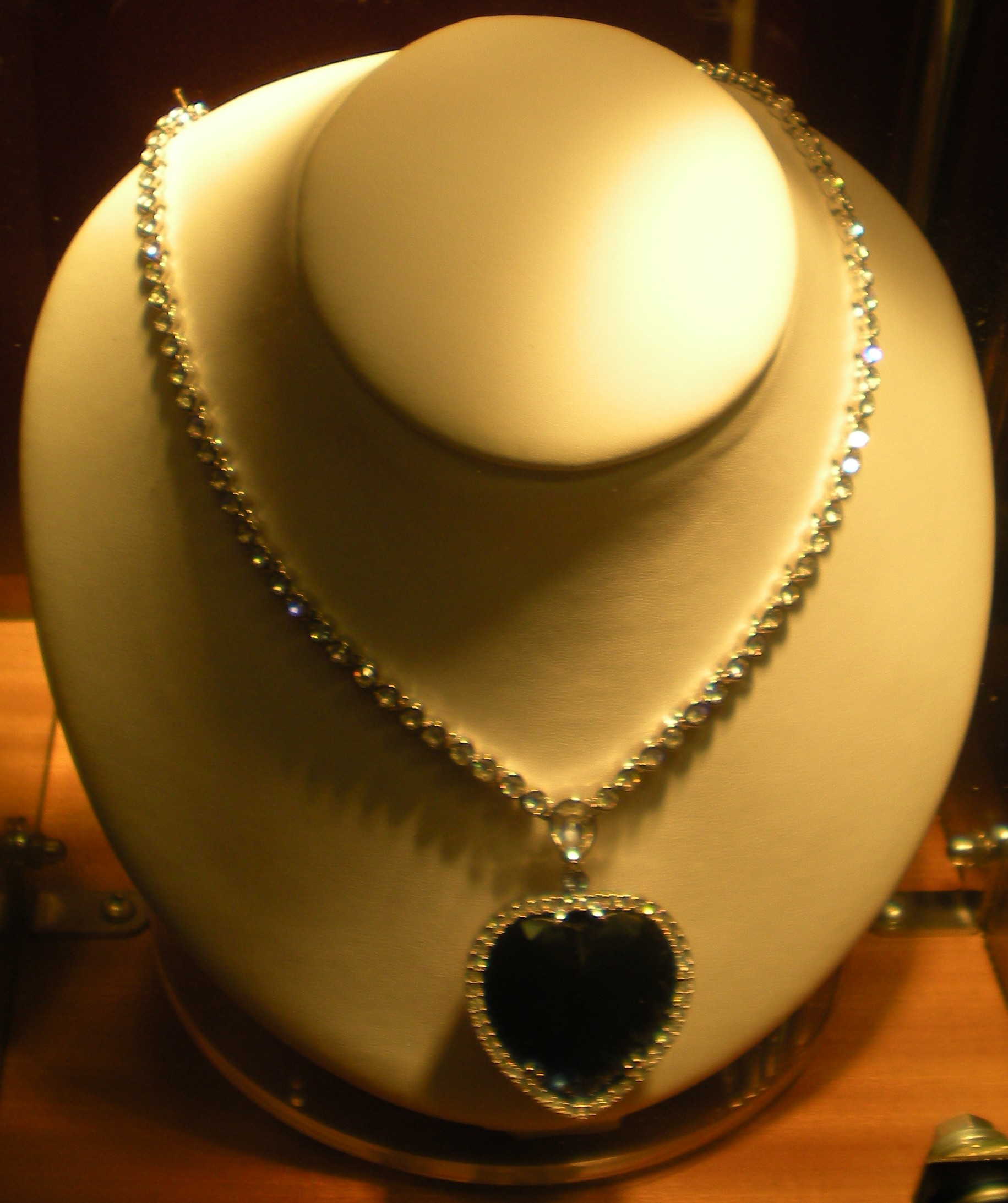
O Coração do Oceano: o diamante jogado por Rose do parapeito do navio de Lovett

### Final
Após ter jogado o colar, Rose se retirou até sua cabine para dormir naquela noite no Keldysh, ao lado de suas fotografias que mostravam as realizações que ela alcançou ao longo de sua vida após o desastre do Titanic. Segundos depois, é mostrado como o Titanic naufragado que se torna no transatlântico de como tinha partido em sua viagem inaugural: luxuoso, grande e veloz. A jovem de Rose percorre os corredores até chegar na escadaria da primeira classe, onde é recebida com alegria por todos que morreram no naufrágio. Quando finalmente encontra Jack, o casal se beija e todos aplaudem enquanto o filme tem seu fim. Esse final está aberto para interpretação de cada um; alguns acreditam que Rose pode ter morrido e seu espirito encontrou o espírito de Jack. Para outros, Rose estava sonhando, pois há pouco tempo ela havia estado nos destroços do RMS Titanic, atordoada pela surpresa e pelas lembranças. O provável sonho de Rose teria sido uma despedida de seu grande amor, que foi a pessoa responsável pela mudança na vida de Rose.